# Футбольний матч ФРН — Франція (1982)
Півфінал чемпіонату світу з футболу 1982 року ФРН — Франція, відомий також під назвою «Ніч в Севільї». Вважається однією з найкращих ігор на чемпіонату світу з футболу 1982 року, і, взагалі, в історії світових першостей. Спекотній літній вечір, вщерть заповнений стадіон, драматичний перебіг поєдинку, світового класу виконавці, шість забитих м'ячів, додатковий час — все це було у цій зустрічі, яка відбулася 8 липня 1982 року на стадіоні «Рамон Санчес Пісхуан» в Севільї. Саме в цьому матчі вперше на чемпіонатах світу для визначення переможця була використана серія післяматчевих пенальті. Раніше в поєдинках плей оф (ігри по кубковій системі — той, хто програв — вибуває) було достатньо додаткового часу або ж проводились повторні зустрічі між командами. На цьому чемпіонаті це був найдовший матч, а в ті часи це було рідкістю.
Завдяки цій грі француз Трезор і німці Карл-Гайнц Ферстер, Кальц, Штіліке і Шумахер стали рекордсменами 12-го розіграшу Кубка світу за кількістю хвилин, проведених на полі — 660. Тобто, ці гравці без замін зіграли усі 90 хвилин основного часу в 7 іграх плюс 30 хвилин «севільського овертайму».

## Шлях до півфіналу
| Команда | І | П | Н | П | З | П | Р  | О |
| ------- | - | - | - | - | - | - | -- | - |
| ФРН     | 3 | 2 | 0 | 1 | 6 | 3 | +3 | 4 |
| Австрія | 3 | 2 | 0 | 1 | 3 | 1 | +2 | 4 |
| Алжир   | 3 | 2 | 0 | 1 | 5 | 5 | 0  | 4 |
| Чилі    | 3 | 0 | 0 | 3 | 3 | 8 | −5 | 0 |

| Команда        | І | П | Н | П | З | П | Р  | О |
| -------------- | - | - | - | - | - | - | -- | - |
| Англія         | 3 | 3 | 0 | 0 | 6 | 1 | +5 | 6 |
| Франція        | 3 | 1 | 1 | 1 | 6 | 5 | +1 | 3 |
| Чехословаччина | 3 | 0 | 2 | 1 | 2 | 4 | -2 | 2 |
| Кувейт         | 3 | 0 | 1 | 2 | 2 | 6 | −4 | 1 |

| Команда | І | П | Н | П | З | П | Р  | О |
| ------- | - | - | - | - | - | - | -- | - |
| ФРН     | 2 | 1 | 1 | 0 | 2 | 1 | +1 | 3 |
| Англія  | 2 | 0 | 2 | 0 | 0 | 0 | 0  | 2 |
| Іспанія | 2 | 0 | 1 | 1 | 1 | 2 | -1 | 1 |

| Команда           | І | П | Н | П | З | П | Р  | О |
| ----------------- | - | - | - | - | - | - | -- | - |
| Франція           | 2 | 2 | 0 | 0 | 5 | 1 | +4 | 4 |
| Австрія           | 2 | 0 | 1 | 1 | 2 | 3 | -1 | 1 |
| Північна Ірландія | 2 | 0 | 1 | 1 | 3 | 6 | -3 | 1 |

## Опис гри
Основний час завершився внічию — 1:1. На гол німця Літтбарскі французи відповіли реалізованим пенальті у виконанні Платіні. Все це було ще у першому таймі. Другий тайм запам'ятався епізодом, який обговорювали і обговорюють до цього часу.
На 60-й хвилині майже з центра поля (позиція праворуч між центральним колом і бічною лінією) Платіні подав м'яч вперед, кинувши у прорив Баттістона. Той випередивши правого захисника Кальца і воротаря Шумахера, в один дотик пробив з лінії штрафного (позиція трохи лівіше від центру). Пробив неточно. Але Шумахер, програвши позиційно, в стрибку налетів на француза, нокаутувавши його. Кажуть, що внаслідок цього зіткнення Баттістон втратив два зуби, зазнав тріщин у трьох ребрах та пошкодження хребців. Патрік миттєво знепритомнів. На ношах його винесли з поля й відразу повезли в місцевий госпіталь. Ситуація на полі стала непередбачуваною. Шумахер приготувався вибивати від воріт. Французи ж були на межі самосуду над німцем. Суддя Чарльз Корвер з Нідерландів не побачив у цьому зіткненні ані штрафного чи пенальті на користь збірної Франції, ані попередження чи вилучення для Шумахера. Втім, Мішель Ідальго зі своїми підопічними зуміли прийняти цей удар. Лопес вийшов на заміну Баттістону і гра продовжилась. Після цього моменту і до кінця матчу (включаючи додатковий час) не було фолу, який тягнув би на жовту картку, причому, з боку гравців обох збірних.
У додатковий час, у першій п'ятнадцятихвилиці Трезор і Жиресс забили по голу кожен, і, здавалось, майже принесли перемогу Франції. Проте, німці проявили надзвичайну силу волі — Румменігге і Фішер зрівняли цифри на табло — 3:3.
Серія пенальті. Першим промахнувся Штіліке — Етторі взяв його удар. Потім промахнувся Сікс — Шумахер відбив пенальті. Після п'яти ударів рахунок був 4:4. Шостий пенальті пробивав Боссі, проте Шумахер вдруге відбив удар, а Грубеш спокійно реалізував свою спробу та вивів збірну ФРН в її четвертий фінал чемпіонатів світу.

## Деталі матчу
| 8 липня 1982 21:00 (UTC+1) |

| ФРН                                       | 3:3      | Франція                                  |
| ----------------------------------------- | -------- | ---------------------------------------- |
| Літтбарскі 17' Румменігге 102' Фішер 108' | Протокол | 27' (пен.) Платіні 92' Трезор 98' Жиресс |

| Рамон Санчес Пісхуан, Севілья Глядачів: 70 000 Арбітр: Чарльз Корвер (Нідерланди) Помічники судді: Бруно Галлер (Швейцарія) Роберт Валентайн (Шотландія) |

|                                                               |     | Пенальті                                         |  |
| Кальц · Брайтнер · Штіліке · Літтбарскі · Румменігге · Грубеш | 5:4 | Жиресс · Аморос · Рошто · Сікс · Платіні · Боссі |  |

| ФРН | Франція |

 width="100%"
| ВР               | 1  | Гаральд Шумахер       |     |     |
| ЗХ               | 15 | Улі Штіліке           |     |     |
| ЗХ               | 20 | Манфред Кальц         |     |     |
| ЗХ               | 4  | Карл-Гайнц Ферстер    |     |     |
| ЗХ               | 5  | Бернд Ферстер         | 46' |     |
| ПЗ               | 6  | Вольфганг Дреммлер    |     |     |
| ПЗ               | 3  | Пауль Брайтнер        |     |     |
| ПЗ               | 2  | Ганс-Петер Брігель    |     | 97' |
| ПЗ               | 14 | Фелікс Магат          |     | 73' |
| ПЗ               | 7  | П'єр Літтбарскі       |     |     |
| НП               | 8  | Клаус Фішер           |     |     |
| Заміни:          |    |                       |     |     |
| ВР               | 21 | Бернд Франке          |     |     |
| ЗХ               | 12 | Вільфрід Ганнес       |     |     |
| ПЗ               | 10 | Гансі Мюллер          |     |     |
| НП               | 11 | Карл-Гайнц Румменігге |     | 97' |
| НП               | 9  | Горст Грубеш          |     | 73' |
| Головний тренер: |    |                       |     |     |
| Юпп Дерваль      |    |                       |     |     |

| ВР               | 22 | Жан-Люк Етторі   |     |     |     |
| ЗХ               | 2  | Мануель Аморос   |     |     |     |
| ЗХ               | 5  | Жерар Жанвйон    |     |     |     |
| ЗХ               | 8  | Маріус Трезор    |     |     |     |
| ЗХ               | 4  | Максим Боссі     |     |     |     |
| ПЗ               | 14 | Жан Тігана       |     |     |     |
| ПЗ               | 12 | Ален Жиресс      | 35' |     |     |
| ПЗ               | 10 | Мішель Платіні   |     |     |     |
| ПЗ               | 9  | Бернар Женгіні   | 40' | 50' |     |
| НП               | 18 | Домінік Рошто    |     |     |     |
| НП               | 19 | Дідьє Сікс       |     |     |     |
| Заміни:          |    |                  |     |     |     |
| ВР               | 21 | Жан Кастанеда    |     |     |     |
| ЗХ               | 3  | Патрік Баттістон |     | 50' | 60' |
| ЗХ               | 6  | Крістіан Лопес   |     | 60' |     |
| НП               | 15 | Брюно Беллон     |     |     |     |
| НП               | 20 | Жерар Солер      |     |     |     |
| Головний тренер: |    |                  |     |     |     |
| Мішель Ідальго   |    |                  |     |     |     |

|  | Регламент: - 90 хвилин. - 30 хвилин додаткового часу за необхідності. - Серія пенальті за необхідності. - П'ять заявлених запасних гравців, з яких двоє можуть вийти на поле. |